# Diocese da África do Sul

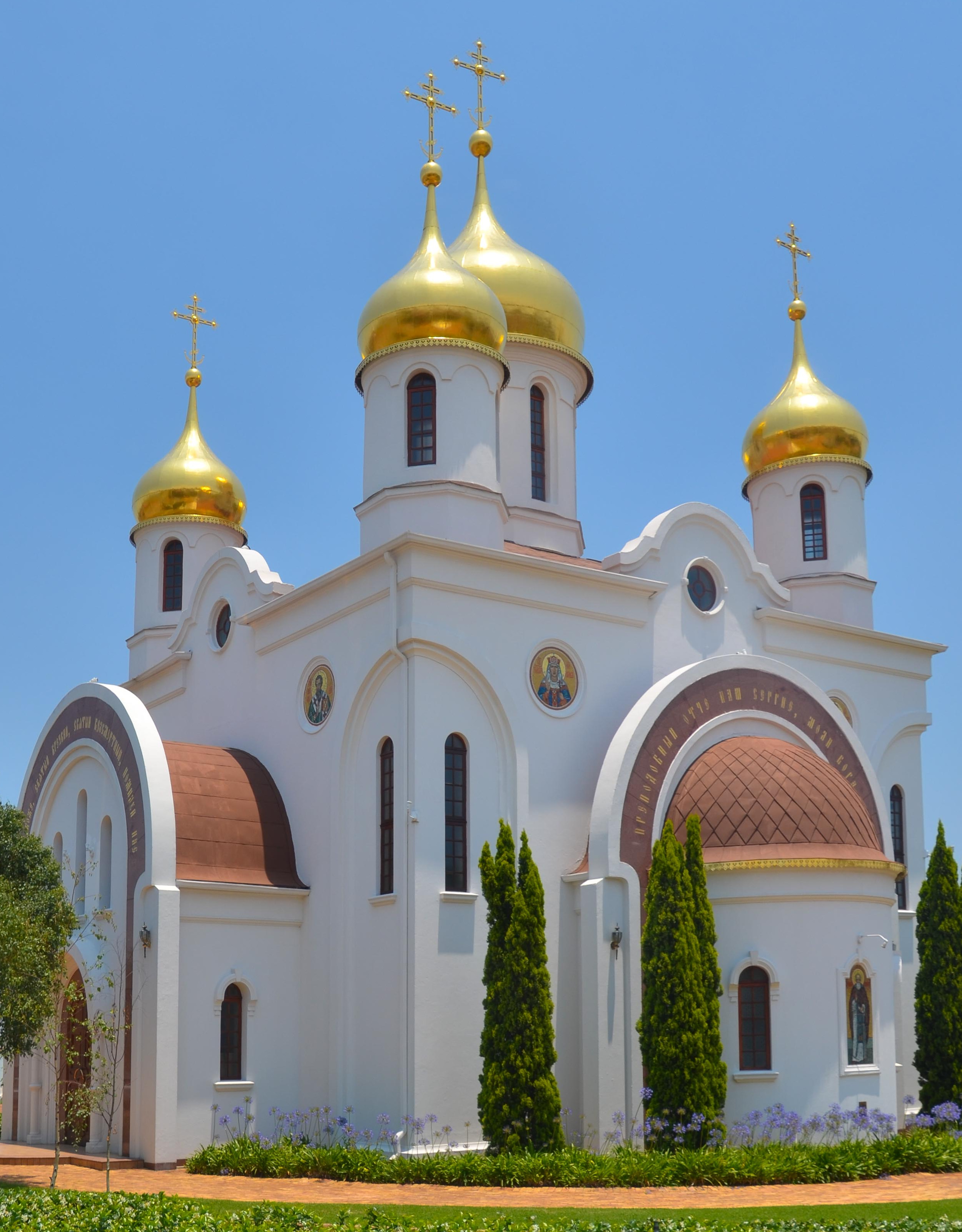
Igreja de São Sérgio de Radonej em Midrand, África do Sul

A Diocese da África do Sul (em russo:  Южно-Африканская епархия) é uma eparquia do Patriarcado de Moscou na África, fundada em 2021. Faz parte do Exarcado Patriarcal da África. Sua sede fica em Joanesburgo, África do Sul.

## História
Em 29 de dezembro de 2021, o Santo Sínodo da Igreja Ortodoxa Russa formou a Diocese da África do Sul, cujo bispo diocesano possui o titulo de "Joanesburgo e África do Sul".
A responsabilidade pastoral da Diocese da África do Sul inclui os seguintes países: República da África do Sul, Reino do Lesoto, Reino de Eswatini, República da Namíbia, República do Botswana, República do Zimbabué, República de Moçambique, República de Angola, República da Zâmbia, República do Malawi, República de Madagáscar, República das Maurícias, União das Comores, República Unida da Tanzânia, República do Quénia, República do Uganda, República do Ruanda, República do Burundi, República Democrática do Congo, República do Congo, República Gabonesa, República da Guiné Equatorial, República Democrática República de São Tomé e Príncipe.
A paróquia estauropegial de São Sérgio de Radonej na África do Sul foi incluída na diocese.
Em 30 de janeiro de 2022, 24 clérigos africanos celebraram a primeira Divina Liturgia depois de ingressarem na Igreja Ortodoxa Russa. O serviço divino foi realizado no templo do Santo Grande Mártir Panteleimon na aldeia de Ebuyangu, Quênia.

## Bispo
- Leônidas (Gorbachev) (29 de dezembro de 2021 — 11 de outubro de 2023).[3]
- Constantino (Ostrovski) (desde 11 de outubro de 2023) em exercício - Administrador temporário.[4]